# 约翰·格雷厄姆·克尔
约翰·格雷厄姆·克尔爵士 FRS FRSE FLS FZS（Sir John Graham Kerr，1869年9月18日—1957年4月21日），朋友们都叫他格雷厄姆·克尔，英国胚胎学家、國會議員。他最著名的成就是对肺魚胚胎学的研究。他参与了第一次世界大战中的舰船伪装，并通过他的学生休·B·科特（Hugh B. Cott）影响了第二次世界大战中的軍事偽裝思想。

## 早期生活
他出生于赫特福德郡阿克利的罗利洛奇，父母都是苏格兰人： 詹姆斯·克尔（James Kerr）是加尔各答胡格利学院（Hooghly College）的前任校长，他的妻子是西贝拉·格雷厄姆（Sybella Graham）。
克尔曾就读于爱丁堡皇家中学，随后在爱丁堡大学学医。

## 动物学
克尔中斷了他的醫學學習，加入阿根廷探險隊研究 皮科马约河的自然歷史。回國後，他在剑桥大学基督学院攻讀自然科学，並於1896年以一級榮譽畢業。阿根廷的探險以大部分藏品的遺失而告終，但畢業後他又到大查科進行探險，帶回了大量與南南美肺鱼Lepidosiren paradoxa有關的資料。與克尔同行的還有 约翰·塞缪尔·巴吉特（John Samuel Budgett），他研究了該地區的青蛙，並發現了一個新屬。
1898年至1902年間，他在剑桥大学基督学院擔任動物形態學講座的演示員，之後於1902年8月接替John Young，被任命為格拉斯哥大學的自然歷史註冊教授 (Regius Professor of Natural History)。克尔一直留任至1935年，由Edward Hindle教授接任。克尔對醫科學生的教學特別感興趣，並廣泛發表著作。
1903 年，他当选为爱丁堡皇家学会院士。他的提名人是艾萨克·贝利·巴尔弗爵士、詹姆斯·科萨尔·埃瓦特、弗雷德里克·奥本·鲍尔和詹姆斯·盖基。他于1904年获得了学会的尼尔奖。1928年至1931年，他担任学会副主席。
1906年至1909年，他担任爱丁堡皇家物理学会主席，并于1909年当选为皇家学会院士。他分别于 1935 年和1950年获得爱丁堡大学和圣安德鲁斯大学的法学博士学位。

## 伪装
第一次世界大战期间，克尔为舰船偽裝做出了早期贡献。1914年9月24日，他写信给第一海軍大臣温斯顿·丘吉尔，主张采用混隐色和反影伪装进行伪装，混隐色是指用对比强烈的色调打散轮廓，反影伪装是指用浅色涂料遮盖火炮下方，深色涂料遮盖火炮上方，使其隐蔽。克尔公开支持美国艺术家阿博特·汉德森·塞耶（Abbott Handerson Thayer）有争议的伪装主张。克尔的目的是通过破坏轮廓来使舰船难以被发现并骗过测距仪，用他自己的话说就是“用飞溅的白色完全破坏轮廓的连续性”，从而使舰船在远距离上更难被炮火击中。克尔的原则被以各种方式应用于舰船，但克尔发现很难推广或控制他的伪装理念的使用，在丘吉尔离开海军部后，这些理念就不再受青睐了。英国皇家海军恢复使用纯灰色。1917年，海洋艺术家诺曼·威尔金森（Norman Wilkinson）提出了一个破坏性伪装的对立方案。与克尔不同，威尔金森在融入海军机构方面没有遇到什么困难，他负责了一项大规模的计划，将舰船涂成破坏性的图案，这就是著名的“炫目迷彩”。战后，克尔为争夺炫目迷彩的发明权而引发了一场法律纠纷，但最终以失败告终。威尔金森成功地宣传了一种错误的观点，即克尔的伪装追求的是隐蔽性，而不是破坏形象。
第二次世界大战期间，克尔通过他的学生休·B·科特（Hugh B. Cott）再次对英国的迷彩技术产生了影响。

## 政治与晚年
克尔在1935年的一次补选中当选为苏格兰联合大学的 联盟党议员，此前议员兼小说家約翰·布肯因被任命为加拿大總督而辞去了他的席位。当选英国议会议员后，克尔辞去了教授职务，搬到了赫特福德郡。他一直担任该席位，直到1950年英國大選取消大学选区，并一度担任议会和科学委员会主席。
1939年，他荣获英生日授勋荣誉骑士称号。
圣安德鲁斯大学于1950年授予他荣誉博士学位（LLD）。
1957年4月21日，他在赫特福德郡的罗伊斯顿的Barley House去世。

## 家庭
他结过两次婚。第一次是1903年与伊丽莎白·玛丽·克尔（Elizabeth Mary Kerr）。她于1934年去世。1936年，他与寡妇伊莎贝拉·邓恩·克拉珀顿（Isabella Dunn Clapperton，娘家姓Macindoe）再婚。

## 遗产
格拉斯哥大学的动物学大楼被重新命名为格雷厄姆·克尔大楼，以纪念他。